# 香栄
香栄（かえ）は、日本の女性歌手。静岡県浜松市出身。血液型B型。
2007年3月14日、アルバム「milk」で本格的な音楽活動を開始。ソロボーカリストだが、作曲、プロデュースを担当する源田和樹との2人組ユニットとして活動する場合もある。ただし、その場合もアーティスト名は香栄である。

## 概要

### 音楽
2006年、作曲家である源田和樹との出会いから約1年の準備期間を経て活動を開始した。作曲は全て源田和樹が担当し、作詞は香栄自身か源田和樹が担当している。ただし、アルバム「milk」収録の「うた」はakiが、「Alive」は一部を浜田えみ子が作詞している。

### ライブ
ライブ時は作曲担当の源田がDJ、ウィンドシンセ奏者としてステージに立つ。基本は二人によるスタイルだがダンサーやチアリーダーとの共演を始め、役者との共演でストーリー仕立てのライブを行ったりと、多種多様である。

### プレミアムコンサートシリーズ
ホールを中心とした大きめの会場で1年から2年に一度のペースで開催される主催公演を「プレミアムコンサート」と名付けている。このシリーズの特徴は、第一部では役者をゲストに招き、ストーリーを展開しつつ歌を披露する構成を、第二部ではダンサーやチアリーダーとの共演を含め、ライブを行う構成を組む事である。また、会場の一角に展示作品のコーナーを設ける事もある。

### クリスマスコンサートシリーズ
2009年を除き、毎年12月に開催しているのがクリスマスコンサートである。しかしこちらはプレミアムコンサートのように特定の形はなく、ある年はホールで開催し、またある年はイタリアンレストランでディナーショーを行い、またある年はBARでのパーティー形式で行う等、毎年大きく変化する。

### レギュラーライブ
2011年より東新宿のグラムシュタインというライブバーで定期的にライブを行なっている。月に1回から2回程度。二人での出演の他、ダンサーやピアニストとの共演で出演する場合もある。また、映像演出も多く使っている。

### フレッツ光デビュー賞
2008年11月、NTT東日本企画「LIVE ON FLET'S 光 Vol.2」にて「フレッツ光デビュー賞」を受賞した。投票による第一次審査、審査員の評価による第二次審査によって結果が決まるという方式。その結果を受け、m-floのVERBALがパーソナリティーを務めるラジオ番組「FRESH VISION」内で流れるCMへの出演を果たす。また2009年3月22日、「LIVE ON FLET'S 光 リアルライブ」ともいえる形で受賞アーティストによるライブ出演があった。これは忌野清志郎が校長を務める「ロックの学園」でのイベント、「ロックの学園2009 FLET'S 光 presents LIVE! ON ロックの学園」と銘打たれたものであった。

### 結婚
2017年3月14日、活動を共にしてきた香栄・源田和樹の二人が活動10周年を機に入籍。また同月下旬に開催された10周年記念ライヴで本人達からファンに直接報告された。

## ディスコグラフィー

### オリジナルアルバム
- 「milk」（2007年3月14日）
- 「RAINBOW STYLE」（2008年12月13日）
- 「種蒔く人」（2013年5月17日）

## 出演

### CM
- NTT東日本 フレッツ光（TOKYO FM）
- LIVE ON FLET'S 光 2009（NTT東日本）

### ラジオ
- 「宮川修吾の「wing60」」（FMうらやす）
- 「神谷幸恵の独立宣言!」（静岡エフエム放送）

## エピソード

### カラオケDAMのガイドボーカル
現在の活動より以前の2004年10月、第一興商 第一回ガイドボーカルオーディションに合格し、同年12月から香栄がガイドボーカルを歌う宇多田ヒカルの「DISTANCE」が、全国のカラオケDAMで配信されている。